# Kurt Schmidtchen
Kurt Schmidtchen (Berlijn, 19 april 1930 - Berlijn, 28 maart 2003) was een Duitse acteur en komiek.

## Carrière
Na afsluiting van de lagere school kreeg Schmidtchen bij Otto Stoeckel privé-toneellessen. Vervolgens werkte hij bij verschillende theaters in Oost-Berlijn, waar hij in 1956 werd ontdekt voor de film. Hij speelde de titelrol in de sprookjesfilm van de Deutsche Film AG Das tapfere Schneiderlein. In de daaropvolgende jaren acteerde hij in meerdere producties van de DEFA, onder andere naast Götz George in Alter Kahn und junge Liebe. Na de bouw van de Berlijnse Muur in 1961 vertrok hij naar West-Berlijn, waar hij overwegend weer in theaters speelde. Aan het begin van de jaren 1970 hield hij zich steeds meer bezig met televisie, waarbij de kleine en tengere acteur vaak als komisch typetje werd vastgelegd. Hij speelde een doorlopende rol als Shorty Timmermann in de serie Fußballtrainer Wulff met Horst Niendorf, maar ook gastrollen in tv-series zoals in Kommissariat IX, Der Alte en Derrick.
Door zijn samenwerking met de cabaretier en acteur Dieter Hallervorden genoot hij algemene bekendheid. Van 1975 tot 1980 behoorde hij tot het ensemble van Hallervordens sketch-serie Nonstop Nonsens en van 1983 tot 1984 bij de show Zelleriesalat. Ook in andere tv-producties van Hallervorden was Schmidtchen te zien, waaronder Mein Gott, Willi! en Onkel & Co. Ook werkte hij mee bij programma's van Hallervordens cabaret Die Wühlmäuse. Een laatste grote rol speelde hij als Alwin Bunte in de ZDF-serie Ein Heim für Tiere. Vervolgens had hij slechts sporadische, later regelmatige optredens tot aan het einde van de serie in 1992.

## Overlijden
Kurt Schmidtchen overleed op 28 maart 2003 in de leeftijd van 72 jaar in Berlijn.

## Filmografie
- 1956: Das tapfere Schneiderlein
- 1956: Alter Kahn und junge Liebe
- 1958: Meine Frau macht Musik
- 1963: Fernfahrer: Bundesstraße 10 gesperrt
- 1963: Das Kriminalmuseum: Die Frau im Nerz
- 1967: Kommissar Brahm: 15 Gramm Para-Oxon (aflevering 2)
- 1967–1968: Die Witzakademie
- 1968: Das Kriminalmuseum: Die Postanweisung
- 1970–1972: Fußballtrainer Wulff
- 1972: Gelobt sei, was hart macht (Rolf Thieles satire op de Olympische Spelen)
- 1974: Autoverleih Pistulla
- 1975–1980: Nonstop Nonsens
- 1978: Schusters Gespenster
- 1980: Mein Gott, Willi!
- 1981: Onkel & Co.
- 1981: Polizeiinspektion 1: Die Grille und die Ameise
- 1983–1984: Zelleriesalat
- 1984: Der Alte: Reihe 7 Grab 11
- 1986: Whopper Punch 777
- 1986: Polizeiinspektion 1: Kavaliersstart
- 1986–1992: Ein Heim für Tiere
- 1991: Mit Leib und Seele: Das arme Rotkäppchen

- Gemeinsame Normdatei: 13883539X
- International Standard Name Identifier: 0000 0003 7208 2538
- Library of Congress Control Number: no2019048279
- Virtual International Authority File: 95456176